# Blacus collaris
Blacus collaris är en stekelart som först beskrevs av William Harris Ashmead 1894.  Blacus collaris ingår i släktet Blacus och familjen bracksteklar. Inga underarter finns listade.